# Disraeli Gears
Disraeli Gears — музичний альбом британського гурту Cream. Виданий у листопаді 1967 року лейблом Polydor (WB), ATCO(USA). Загальна тривалість композицій становить 32:09. Альбом відносять до напрямків рок, блюз-рок, психоделічний рок. 

## Запис
Альбом був записаний на Atlantic Records в Нью-Йорку між 11 і 15 травня 1967 року, після дев'яти виступів гурту в рамках серії концертів "Music in the 5th Dimension". Американський лейбл Cream, ATCO, був дочірньою компанією Atlantic Records. 
Сесії були спродюсовані майбутнім басистом Mountain Феліксом Паппаларді, який разом із дружиною Гейл Коллінз написав треки «Strange Brew» і «World of Pain», а інженером був Том Дауд, який пізніше працював із Клептоном над такими проектами, як Layla And Other Assorted Love Songs та 461 Ocean Boulevard. Власник Atlantic Records Ахмет Ертегун також був присутній під час сесій. За словами Дауда, сесії запису тривали лише три з половиною дні. Термін дії віз гурту закінчився в останній день запису.
Барабанщик Джинджер Бейкер згадав, що назва альбому була заснована на малапропізмі, який натякав на британського прем'єр-міністра 19-го століття Бенджаміна Дізраелі:
Ви знаєте, як виникла назва – Disraeli Gears – так? З нами був Остін Вестмінстер, і Мік Тернер був одним із роуді, який був зі мною довгий час, і він їхав разом, а Ерік [Клептон] говорив про придбання гоночного велосипеда. Мік за кермом вигукнув: «О так – передача Дізраелі!» тобто шестерні перемикачів (derailleur gears)... Ми всі просто впали... Ми сказали, що це має бути назва альбому.

## Обкладинка альбому
Обкладинку створив австралійський художник Мартін Шарп, який жив у тій самій будівлі, що й Клептон, The Pheasantry у Челсі. Шарп продовжував створювати обкладинку для наступного альбому Cream Wheels of Fire і був співавтором пісень «Tales of Brave Ulysses» і теми фільму The Savage Seven «Anyone for Tennis» разом з Клептоном. Фотографію зробив Боб Вітакер, відомий своєю роботою для Beatles, зокрема обкладинкою Yesterday and Today, яка викликала суперечки. Більшість фотографій були зроблені в липні 1967 року, зйомки проводилися в лондонському Гайд-парку, а також у Шотландському нагір'ї. Деякі знімки були зняті на Бен-Невісі, найвищій горі Британських островів. На фотографіях зображено гладко виголеного Клептона з пишною зачіскою з хімічною завивкою. Однак до моменту виходу альбому в листопаді він відпустив волосся і відростив вуса.

Передня обкладинка складається з психоделічного колажу з назвою в центрі та назвою гурту внизу, оточеного квітковою композицією. Мартін Шарп намагався вловити звук музики в обкладинці, який він описує як «теплий флуоресцентний звук»:
Я роздобув рекламний знімок і розрізав його разом із вирізками з різних книжок, розклав фрагменти та склеїв їх у вигляді колажу на 12-дюймовому квадраті. Я намалював кілька контурів, а потім розмалював усе флуоресцентними чорнилами і фарбами того часу. Мені дуже хотілося вловити те тепле, електричне звучання їхньої музики в кольорах і експресії обкладинки. По дорозі до Англії я поїхав (у Камбоджу). І в одному з міст, які я відвідав, були ці дивовижні скульптури з обличчями з обох боків, а на верхівках росли величезні дерева… З роками ці великі дерева пустили коріння і виросли. Мабуть, я подумав, що це трохи схоже на групу: де ви можете бачити три обличчя та музику, що виходить із їхніх голів.

## Музичний стиль
Disraeli Gears показує, що група досить сильно відходить від свого блюзового коріння та віддає себе більш психоделічним звукам, зокрема в таких треках, як «Tales of Brave Ulysses», «SWLABR», «World of Pain» і «Dance the Night Away», останній з яких містить 12-струнну гітару (єдиний раз, коли цей інструмент використовувався під час запису Cream). Найбільш схожими на блюз мелодіями в альбомі є аранжування Клептона «Outside Woman Blues», композиція Брюса-Брауна «Take It Back», яка була натхненна сучасними медіа-зображеннями американських студентів, які спалюють свої чернеткові картки, на яких зображено гру на гармоніці Джека Брюса, і початковий трек «Strange Brew», який був заснований на 12-тактовій блюзовій пісні під назвою «Lawdy Mama» і містить гітарне соло Альберта Кінга, скопійоване нота за нотою. 

## Сприйняття
Пишучи для BBC, Кріс Джонс описав альбом як «ідеальне втілення моменту, коли блюз став психоделічним і, у свою чергу, став важким». Томас Ерлевайн з AllMusic описує альбом як «квінтесенцію важкого рок-альбому 60-х». Дейв Свонсон з Ultimate Classic Rock вважає альбом «їхнім шедевром».
в 1999, альбом внесли в Grammy Hall of Fame.
За нього проголосували під номером 182 у третьому виданні 1000 найкращих альбомів за весь час Коліна Ларкіна (2000). У 2003 році альбом посів 112 місце в списку 500 найкращих альбомів усіх часів журналу Rolling Stone, потім він перейшов на 114 місце в переглянутому списку 2012 року і під номером 170 у переглянутому списку 2020 року. список. VH1 назвав його 87-м найкращим альбомом усіх часів у 2001 році. У 2008 році альбом отримав нагороду Classic Rock Roll of Honors Award за класичний альбом.

## Список пісень
| А-Сторона | А-Сторона               | А-Сторона                                   | А-Сторона      | А-Сторона  |
| #         | Назва                   | Автор                                       | Вокал          | Тривалість |
| --------- | ----------------------- | ------------------------------------------- | -------------- | ---------- |
| 1.        | «Strange Brew»          | Ерік Клептон Фелікс Паппаларді Гейл Коллінз | Ерік Клептон   | 2:44       |
| 2.        | «Sunshine Of Your Love» | Джек Брюс Клептон Піт Браун                 | Клептон і Брюс | 4:12       |
| 3.        | «World Of Pain»         | Паппаларді Коллінз                          | Клептон і Брюс | 3:02       |
| 4.        | «Dance The Night Away»  | Брюс Браун                                  | Клептон і Брюс | 3:33       |
| 5.        | «Blue Condition»        | Джинджер Бейкер                             | Бейкер         | 3:28       |
| 16:59     |                         |                                             |                |            |

| Б-Сторона | Б-Сторона                | Б-Сторона                              | Б-Сторона             | Б-Сторона  |
| #         | Назва                    | Автор                                  | Вокал                 | Тривалість |
| --------- | ------------------------ | -------------------------------------- | --------------------- | ---------- |
| 1.        | «Tales of Brave Ulysses» | Клептон Мартін Шарп                    | Брюс                  | 2:45       |
| 2.        | «SWLARB»                 | Брюс і Браун                           | Брюс                  | 2:30       |
| 3.        | «We're Going Wrong»      | Брюс                                   | Брюс                  | 3:21       |
| 4.        | «Outside Woman Blues»    | Arthur Reynolds arr. Ерік Клептон      | Ерік Клептон          | 2:24       |
| 5.        | «Take it Back»           | Брюс і Браун                           | Брюс                  | 3:03       |
| 6.        | «Mother's Lament»        | Traditional arr. Клептон, Брюс, Бейкер | Бейкер, Брюс, Клептон | 1:46       |

## Учасники запису
- Джек Брюс – бас-гітара, піаніно, вокал, гармоніка
- Ерік Клептон – соло-гітара, ритм-гітара,12-струнна гітара, вокал
- Джинджер Бейкер – барабани, вокал

## Сертифікація
| Регіон                         | Сертифікат | Продажі   |
| ------------------------------ | ---------- | --------- |
| Австралія (ARIA)               | Платиновий | 70,000    |
| Велика Британія (BPI)          | Золотий    | 100,000   |
| Сполучені Штати Америки (RIAA) | Платиновий | 1,000,000 |